# Josep Mercadé Arall
Josep Mercadé Arall   (Roda de Berà, 1908 - Mauthausen-Gusen, 21 de desembre de 1941) va ser un catalanista, ex combatent de la Guerra Civil, exiliat a França i capturat pels nazis. Va ser enviat en el comboi dels primers presoners republicans deportats al Camp d'extermini de Mauthausen-Gusen on va morir.

## Biografia
Nascut a Roda de Berà, era fill de Joan Mercadé i Antonia Arall Vives, propietaris d'una botiga de comestibles. Tenia estudis primaris, li agradava la cultura, llegia, escrivia i era autodidacta. Cantava al cor parroquial, fins que per la seva ideologia esquerrana, es va sentir exclòs i ho va deixar. Treballava de rabassaire d'una parcel·la i també tenia arrendada una terra de regadiu, amb una sínia, típica de la zona, a prop del mar.
El 10 d'abril de 1933 va participar en la constitució del Centre d'Esquerra Republicana de Catalunya a Roda a Berà, del qual va ser elegit secretari.
Va conviure amb els pares fins al 27 juny 1933, que es va casar amb Teresa Rius Colet, també veïna de Roda de Berà.
Durant els Fets d'octubre de 1934, va formar part del Sometent local que va ocupar l'Ajuntament. Amb el fracàs de la revolta, molts veïns van ser reclosos en els vaixells presó ancorats al Port de Tarragona. Mercadé no va ser detingut. El 7 setembre 1935 va néixer el seu únic fill Joan Mercadé Rius. Després de les Eleccions generals espanyoles de 1936, es va presentar al vaixell presó demanant ser detingut per poder així beneficiar-se de l'amnistia.
Arran del Cop d'Estat del 18 de Juliol, va formar part del Comitè Revolucionari del poble i mesos després va marxar al front. El 1938 va caure ferit i va ser hospitalitzat al Monestir de Montserrat.En rebre l'alta, va passar uns dies de permís a Roda i va ser l'última vegada que va veure la seva esposa i el seu fill, a la tardor va haver de tornar al front.
Amb la victòria de l'Exèrcit franquista, es va produïr La Retirada de republicans cap a França, Josep Mercadé va ser internat al Camp d'Argelers. Va fer gestions per traslladar-se a Mèxic amb la família, però no ho va aconseguir. Poc abans de la invasió alemanya (Batalla de França) es va incorporar a la Companyia de Treballadors Estrangers (CTT) de l'exèrcit francès i va ser destinat a la Línia Maginot, juntament amb Josep Juncosa Escoda i Pere Isern Anton, també tarragonins. El juny de 1940 van ser capturats pels nazis. Mercadé va passar pel Stalag XIII-A de Sulzbach-Rosemberg, des del qual va enviar una postal a la seva mare, en la que li explicava la seva condició de captiu. Posteriorment va ser traslladat al Stalag-VII Moosburg i el 6 agost 1940, enviat a Mauthausen en un comboi amb 398 republicans més. Mercadé i els seus companys van ser els primers espanyols que van travessar els letals murs del Camp. La Schutzstaffel el va inscriure com agricultor i registrat amb número 3275. El 17 febrer 1941 va ser traslladat al sub camp de Gusen, conegut com L'escorxador de Mauthausen, on va sobreviure deu mesos. El 21 desembre 1941 va ser exterminat i el seu cos enviat al crematori.
Mentrestant la seva esposa Teresa Rius Colet, havia sigut denunciada, detinguda i enviada a la Presó de Dones de les Corts de Barcelona. Sotmesa a Consell de Guerra el 21 juliol 1939, va rebre una condemna de dotze anys i un dia, deixant el seu fill de 4 anys a cura de l'àvia. Va complir 18 mesos i catorze dies abans d'obtenir la llibertat condicional.

## Reconeixements
El 24 març 2023, l'Ajuntament de Roda de Berà i el Memorial Democràtic, en el marc del projecte internacional concebut per l'artista Gunter Demnig com a homenatge a les víctimes del nazisme, va instal·lar dues llambordes Stolpersteine devant de les cases de Josep Mercader Arall i Pere Mercader Cañelles, l'altre veí de Roda, exterminat a Gusen el 27 Novembre 1941.